# Missing Pieces (альбом)
Missing Pieces — четвёртый студийный альбом группы Autograph, вышедший в 1997 году.

## Об альбоме
«Missing Pieces» — четвёртый студийный альбом американской рок-группы Autograph. Альбом вышел в начале 1997 года, уже после распада группы в 1988 году. Альбом содержал композиции, записанные в 1987-1989 годах и был переиздан в 2002 и в 2004 году.

## Список композиций
| №   | Название                               | Длительность |
| --- | -------------------------------------- | ------------ |
| 1.  | «All Night Long»                       | 3:57         |
| 2.  | «Heart Attack (демоверсия)»            | 4:02         |
| 3.  | «When I'm Gone»                        | 4:20         |
| 4.  | «I've Got You (демоверсия)»            | 4:29         |
| 5.  | «One Way Dead End Street (демоверсия)» | 3:51         |
| 6.  | «Sanctuary»                            | 4:34         |
| 7.  | «Sweet Temptation»                     | 3:46         |
| 8.  | «Love Comes Easy»                      | 3:45         |
| 9.  | «Angel in Black (демоверсия)»          | 3:50         |
| 10. | «Turn Up the Radio (демоверсия)»       | 4:39         |
| 11. | «Angela (демоверсия)»                  | 4:51         |

## Участники записи
- Стив Планкетт — вокал, ритм-гитара
- Барт Уолша — лид-гитара
- Ланс Моррисон — бас-гитара
- Мэтт Лэнг — ударные
- Т.Дж. Хэлмерич — лид-гитара